# Laurent Laffargue
 (février 2024).
Il peut être nécessaire de l'améliorer pour respecter le principe de neutralité de point de vue. Veuillez consulter la page de discussion pour plus de détails.

Pour les articles homonymes, voir Laffargue.
Scènes principales
- 1992 : L'Épreuve de Marivaux
- 1998 : Sauvés d'Edward Bond
- 1999 : Le Songe d'une nuit d'été de Shakespeare
- 2012 : Les Noces de Figaro de Mozart
- 2013 : Molly Bloom, la chair qui dit oui de James Joyce

Laurent Laffargue, né le 13 avril 1969 à Bazas, en Gironde, est un metteur en scène de théâtre et d'opéra, directeur artistique, comédien et réalisateur français.

## Biographie
Laurent Laffargue grandit à Casteljaloux. Son enfance et son adolescence dans cette ville du Lot-et-Garonne constituent une large source d'inspiration : il la met en scène à travers deux spectacles et son premier long métrage autofictionnels. Il se forme au conservatoire à rayonnement régional de Bordeaux à 18 ans.

### Dramaturge
En 1992, il crée la compagnie du Soleil Bleu. L'Épreuve de Marivaux obtient le prix du public au festival Turbulences de Strasbourg.
De 1994 à 1998, il est artiste-associé en résidence au théâtre national de Bordeaux en Aquitaine.
Après les auteurs Marivaux en 1992, Molière en 1994 ou Feydeau en 1995, il s'intéresse aux contemporains :  Edward Bond, qu'il rencontre à Cambridge, le néoclassique Harold Pinter et Pauline Sales en 1999.
Des échanges avec Bond naissent le recueil Entretien avec Edward Bond, qui sera lu au théâtre, et une mise en scène, Sauvés, dans une nouvelle traduction en 1998. Ce spectacle obtient le prix des Rencontres Charles Dullin.
En 2000, il signe un cycle consacré à Shakespeare : le diptyque intitulé Nos nuits auront raison de nos jours : Othello et Le Songe d'une nuit d'été, puis en 2004 Beaucoup de bruit pour rien avec Arnaud Méthivier.
En 2002, il fait connaître le théâtre de l'australien Daniel Keene, introduit en France et traduit par l'agent littéraire Séverine Magois, avec Terminus au théâtre des Abbesses. Dans le bar Terminus, la serveuse Johanna (Muriel Amat) tombe amoureuse de John (Emmanuel Salinger). Il la console. Elle ne sait pas qu'il a étranglé le jeune frère de Johanna, encore enfant, pour lui prendre son canari. Océane Mozas joue la courtisane moribonde. Céline Sallette fait également partie de la distribution. Joseph Doherty compose la musique et interprète Neil. Laurent Laffargue remporte le prix Jean-Jacques-Gautier,.
Après un nouveau détour chez Feydeau en 2005, il revient à des auteurs plus contemporains, Luigi Pirandello en 2006, Ingmar Bergman en 2008, mais aussi Eduardo De Filippo.
De 2009 à 2012, à l'invitation de Didier Bezace, il est artiste associé au théâtre de la Commune d'Aubervilliers.
En 2013, il adapte le dernier chapitre du roman-fleuve Ulysses de James Joyce, le « soliloque de Pénélope », avec son ex-compagne Céline Sallette (Marion/Molly) seule en scène qui cosigne l'adaptation.
En 2017, il crée Jester, une adaptation du roman L'Infinie Comédie de David Foster Wallace, avec Antoine Basler (Hal, l'avocat toxicomane) et Déborah Joslin (Docteur Pat) au Glob Théâtre Bordelais. La même année il commence sa collaboration avec Déborah joslin . Naitra de celle-ci plusieurs projets et seule en scène
En 2018, il crée Point d'infini à Bordeaux, Bayonne et Montbéliard où il donne son premier rôle de comédienne de théâtre à Marie-Ange Casta dans une création musicale à l'accordéon d'Arnaud Méthivier.
En novembre 2018, Laurent Laffargue signe sa première collaboration franco-chinoise avec "Fille de la terre", création originale à la frontière du théâtre, de l'opéra et de la danse, issue d'une collaboration très étroite avec l'Institut Français de Chine. Il s'agit de la toute première production internationale qui met en jeu des artistes chinois de la Compagnie de chant et de danse de Shenzhen créée au MixC World Theatre.
En juillet 2019, Laurent Laffargue reprend pour la première fois à l'Opéra de Canton, le plus célèbre opéra de Mozart, "Don Giovanni", dans le cadre de la clôture du Festival Croisements en Chine du Sud et du Festival d'Art de Guangzhou. Cet opéra avait été créé en 2002 à l'Opéra national de Bordeaux en coproduction avec l'Opéra national de Lorraine et le Théâtre de Caen.
Depuis 2008, il poursuit son travail d'accompagnement d'artistes au sein de la Pépinière du Soleil Bleu avec, entre autres : Solenn Denis et Erwan Daouphars (Le Denisyak), Baptiste Amann (L'Annexe), Antoine Basler, Aurore Jacob  Anne-Laure Thumerel et Déborah Joslin
En 2019 il supervise et aide a la création de souviens-toi des larmes de Colchilde au sein de la Pépinière bleu . Sur un texte de Aurore Jacob  mise en scène par Anne-Laure Thumerel. , avec Clara Ponsot , Déborah Joslin et Maxime Roy .
En 2021 il crée et met en scène Aliwoman. Un seule en scène avec Déborah Joslin , sur un texte de lui même et une musique de Hervé Rigaud à la Sirène et L'Horizon 17 à la Rochelle .
En 2022 il monte une mise en espace , une lecture de "L'Amante anglaise" un texte de Marguerite Duras. Avec Béatrice Dalle , Rupert Everett et Déborah Joslin au Théâtre de Paris.
En 2023 il adapte Face de cuillère  sur un texte de Lee Hall . Un seule en scène avec  Déborah Joslin , crée au Pont tournant à Bordeaux et présenté au Festival d'Avignon à La Scala Provence

### Metteur en scène d'opéra
En 1999, Laurent Laffargue signe sa première mise en scène d'opéra avec Le Barbier de Séville de Rossini à l'opéra national de Bordeaux, repris en avril 2005 au grand théâtre de Bordeaux.
En 2002, il met en scène Don Giovanni de Mozart, repris au théâtre de Caen et à l'opéra de Nancy et de Lorraine.
En 2005 à Strasbourg, il monte Les Boréades de Rameau à l'opéra national du Rhin et, en 2007 à Bordeaux, met en scène La Bohème de Puccini.
En 2010, il imagine Carmen de Bizet à la frontière du Mexique.
En 2012, il y signe son doublé mozartien avec Les Noces de Figaro, création qui sera l'objet du documentaire Les Noces de Figaro, journal d'une création diffusé le 12 avril 2013 sur France 3 et la reprise de Don Giovanni.

### Réalisateur
En 2013, il réalise son premier film, un court-métrage intitulé Le Verrou, exercice de style autour du tableau éponyme de Fragonard, visant à imaginer deux hypothèses sur l'histoire d'amour mutuel ou non des personnages représentés dans l’œuvre. Le film, qui met en scène Céline Sallette et Thibault Vinçon, est diffusé sur France 2.
En 2015, son premier long métrage Les Rois du monde (Casteljaloux), tourné à Casteljaloux, est une adaptation de ses deux spectacles Casteljaloux I et II, dans lesquels il présente son adolescence et les tribulations de ses congénères, dans des anecdotes tirées de faits réels. Il met en scène notamment Sergi López (Jeannot), Céline Sallette (Chantal), Éric Cantona (Jacky), Romane Bohringer (Marie-Jo) et Guillaume Gouix (Jean-François).

## Polémiques et accusations
Le 8 juin 2017 lors d’une représentation de La Bohème de Puccini, mis en scène par Laurent Laffargue au Théâtre des arts de Rouen, des individus masqués ont fait irruption dans la salle en déclenchant l’alarme incendie du théâtre, provoquant l’évacuation des 1300 spectateurs. Ils accusent le metteur en scène de viol au travers de tracts et slogans lancés. 

## Théâtre
- 1992 : L'Épreuve[4] de Marivaux
- 1993 : Feydeau a 20 ans : Par la fenêtre et Amour et piano de Georges Feydeau
- 1994 : Tartuffe[6] de Molière, création au théâtre national de Bordeaux en Aquitaine
- 1995 : Le Gardien[6] d'Harold Pinter, Bordeaux
- 1996 : Le Monte-plats d'Harold Pinter, La Boite à Jouer, Bordeaux
- 1997 : La Fausse Suivante de Marivaux
- 1997 : Entretien avec Edward Bond de Laurent Laffargue, théâtre national de Bordeaux
- 1998 : Sauvés d'Edward Bond, création au théâtre auditorium de Poitiers
- 1999 : Dépannage de Pauline Sales, création au festival Les Chantiers de Blaye[27]
- 2000 : Nos nuits auront raison de nos jours : Le Songe d'une nuit d'été[6] et Othello ou le Maure de Venise[6] de William Shakespeare, théâtre de Bordeaux (mise en scène reprise en 2002 au MC93 Bobigny)
- 2001 : Homme pour homme[6] de Bertolt Brecht, création à La Coursive Scène Nationale - La Rochelle
- 2002 : Terminus[6] de Daniel Keene, création au théâtre de Toulouse et aux Abbesses
- 2003 : Paradise - Codes Inconnus I[6] de Daniel Keene, création à La Coursive, composition de
- 2004 : Beaucoup de bruit pour rien[6] de William Shakespeare, dans la traduction de Jean-Michel Déprats, création au théâtre de la Ville
- 2005 : Mais n'te promène donc pas toute nue ! et Hortense a dit : « Je m'en fous ! » de Georges Feydeau, création au théâtre de l'Ouest Parisien - Boulogne-Billancourt
- 2005 : Feu la mère de madame et Léonie est en avance de Georges Feydeau, création au théâtre de l'Ouest parisien
- 2006 : Les Géants de la montagne[28] de Luigi Pirandello, création au théâtre de la Ville
- 2008 : Après la répétition d'Ingmar Bergman, création à La Coursive (mise en scène reprise en 2009 au théâtre de la Commune - Aubervilliers) avec Céline Sallette (Anna)[12]
- 2008 : La Grande Magie[29] d'Eduardo De Filippo, création au Grand T Scène Nationale - Nantes
- 2009 : Quai Ouest de Bernard-Marie Koltès, lecture, création à l'Arsenal pour le festival Metz en scènes
- 2010 : Casteljaloux I[1] de Laurent Laffargue seul en scène[3], création au théâtre de la Commune[2]
- 2011 : Casteljaloux II[1] de Laurent Laffargue, création à La Filature - Mulhouse avec dix comédiens[3]
- 2012 : Pulsions, spectacle de cirque avec la 24e promotion du centre national des arts du cirque de Châlons-en-Champagne, tournée nationale[30]
- 2013 : Molly Bloom, la chair qui dit oui d'après James Joyce (dans la traduction de Tiphaine Samoyault), création à La Coursive
- 2014 : Le Jeu de l'amour et du hasard de Marivaux, création au théâtre de l'Ouest parisien, tournée pendant trois ans
- 2017 : Jester d'après L'Infinie Comédie de David Foster Wallace, création au Glob Théâtre de Bordeaux
- 2018 : Point d'infini de Laurent Laffargue, mise en scène de l'auteur, création au théâtre de Bordeaux, tournée à Bayonne et Montbéliard
- 2019 : Souviens-toi des larmes de Colchilde[19], mise en scène par Anne-Laure Thumerel texte de Aurore Jacob Glob théâtre à Bordeaux
- 2021 : Aliwoman[20] création et mise en scène de lui même , musique de Hervé Rigaud création à La Sirene et L'horizon17 La Rochelle
- 2022 : L'Amante anglaise[21] texte de Marguerite Duras. Mise en espace au théâtre de Paris
- 2023 : Face de cuillère[22] texte de Lee Hall crée au Pont tournant à Bordeaux. Présenté au Festival d'Avignon à La Scala Provence

## Opéra
- 1999 : Le Barbier de Séville de Rossini, opéra national de Bordeaux
- 2002 : Don Giovanni[6] de Mozart, opéra de Bordeaux (reprise en 2007 au théâtre de Caen et à l'opéra national de Nancy et de Lorraine)
- 2005 : Les Boréades de Rameau, opéra national du Rhin, La Filature Mulhouse, opéra de Strasbourg
- 2007 : La Bohème de Puccini, opéra de Bordeaux (reprise en 2014 et en 2017)
- 2009 : Le Couronnement de Poppée de Monteverdi, opéra de Klagenfurt, Autriche
- 2010 : Carmen de Bizet, opéra de Bordeaux, Nuremberg
- 2012 : Les Noces de Figaro et Don Giovanni[25] de Mozart, opéra de Bordeaux

## Filmographie

### Acteur

#### Cinéma

##### Courts métrages
- 2004 : Blonde et brune de Christine Dory
- 2010 : Petit tailleur de Louis Garrel : le metteur en scène
- 2012 : Le pays qui n'existe pas de Cécile Ducrocq : le père de Jeanne[31]
- 2013 : Le Verrou de Laurent Laffargue
- 2013 : La Femme de Rio de Emma Luchini et Nicolas Rey : Yves Kléber

##### Long métrage
- 2015 : Les Deux amis de Louis Garrel : le metteur en scène

#### Télévision
- 2000 : Le Baptême du boiteux de Paule Zajderman
- 2012 : Les Noces de Figaro, journal d'une création[24] de Jeanne Oberson et Fabrice Main, documentaire France 3 : lui-même

### Réalisateur

#### Court métrage
- 2013 : Le Verrou

#### Long métrage
- 2015 : Les Rois du monde (Casteljaloux)[2]

## Distinctions

### Récompenses
- 1992 : prix des régions et du public au festival « Turbulences » de Strasbourg pour L'Épreuve[4]
- 1998 : prix des Rencontres Charles Dullin pour Sauvés[4]
- 2002 : prix Jean-Jacques-Gautier[11]
- 2006 : la compagnie du Soleil Bleu est nommée dans la catégorie Molière de la compagnie pour Du mariage au divorce[32]
- 2007 : le Soleil Bleu est sélectionné pour le prix Adami

### Décoration
- 2014 :  Chevalier de l'ordre des Arts et des Lettres [33]